# Topołowec
Topołowec (bułg. Тополовец) – rzeka w północno-wschodniej Bułgarii, prawy dopływ Dunaju. Długość – 68 km, powierzchnia zlewni – 582,8 km², średni przepływ – 1,333 m³/s.
Topołowec wypływa pod przełęczą Wryszka czuka na zachodnim krańcu Starej Płaniny. Płynie na północny wschód, wypływając w dolinę Dunaju zmienia kierunek na wschodni, a następnie na południowy. Okrąża od zachodu miasto Widin i uchodzi do Dunaju kilka km na południe od niego.
Największym dopływem Topołowca jest Delejnska reka.